# リバーサイドカーニバル
リバーサイドカーニバルは、岐阜県羽島郡笠松町で行われるイベント。毎年10月第3日曜日に行なわれ、2023年は10月22日に実施された。

## 会場
笠松町木曽川河畔にある「笠松みなと公園」を会場として開催される。
会場への最寄りの公共交通機関は、名鉄名古屋本線 笠松駅、もしくは名鉄竹鼻線 西笠松駅。かつての最寄りの公共交通機関は名鉄名古屋本線 東笠松駅であったが、2005年（平成17年）1月29日に廃止された。

## 概要
主な内容（変更される可能性もあるが、基本的には以下のとおり）
1. ステージイベント（笠松清流太鼓、円城寺芭蕉踊り　等）
2. Eボート競技大会、川舟遊覧
3. ちびっ子コーナー、ふれあいコーナー、グルメコーナー